# Wie viel Bank braucht der Mensch? Raus aus der verrückten Finanzwelt
Wie viel Bank braucht der Mensch? Raus aus der verrückten Finanzwelt ist der Buchtitel eines 2013 erschienenen wirtschaftspolitischen Buchs von Thomas Fricke, dem ehemaligen Chefökonomen der Financial Times Deutschland, das sich kritisch mit den Finanzmärkten auseinandersetzt.

## Inhalt
Im ersten Teil argumentiert Fricke dafür, dass die Finanzmärkte nicht, wie von Interessenvertretern behauptet würde, effizient, selbst-regulierend oder allwissend seien. So wäre ohne Finanzglobalisierung „seit den 1980er Jahren mehr und sinnvoller investiert worden (…). Ohne die immer grotesker hochgeschraubten Renditen auf Finanzanlagen wäre mangels Alternative mehr Geld in vernünftigere Investitionen geflossen. Das hätte mehr Arbeitsplätze und Wachstum geschaffen, und es gäbe weniger Arbeitslose.“
Im zweiten Teil des Buches formuliert Fricke fünf Ziele, die erreicht werden sollten:
- die Volatilität der Finanzmärkte spürbar zu dämpfen;
- der Prozyklik entgegenwirken und sie umkehren;
- das von Fricke als unverhältnismäßig hoch bewertete Renditepotenzial von Finanzanlagen zu senken, um die Geldströme so in die Realwirtschaft umzuleiten;
- die nach Fricke enormen Einkommens- und Vermögenunterschiede abzubauen, was nach Fricke zu soliderem Wachstum führen würde;
- Mittel für die Realwirtschaft frei machen, die bisher in der Sphäre der Finanzzauberei gebunden seien.

Basierend auf der Analyse aus dem ersten Teil und den formulierten Zielen schlägt Fricke sechs Maßnahmen vor, die helfen sollen, diese Ziele zu erreichen:
- Eine Finanztransaktionssteuer, die Fricke als Grundausstattung bezeichnet, „um Wogen und Treiben an den Märkten zu bremsen“;
- Ein neues Weltwährungssystem, das die guten wie schlechten Erfahrungen der Nachkriegszeit berücksichtigt;
- Ein Stoppmechanismus für von Fricke behauptete Exzesse beim Handel mit Staatsanleihen, die er als demokratiegefährdend bewertet;
- Eine Regulierung der Rohstoffmärkte, insbesondere gegen Lebensmittelspekulation;
- Hauptforderung ist die Einführung eines Systems automatischer Korrekturen als Mittel gegen „gefährliche Euphorie- und Panikattacken“, das Ersatz für die laut Fricke fehlende stabilisierende Spekulation sein soll;
- eine Reform der Bonuszahlungen für Geldhändler.

## Rezeption
Frickes Grundannahmen sind bereits kritisierbar. Finanzmärkte sind wissenschaftlich gesehen unvollkommene Märkte, so dass sie weder selbst-regulierend (es gibt Marktregulierungsbehörden) noch allwissend (Entscheidungen der Marktteilnehmer beruhen meist auf unvollkommener Information) sind.
Der Rezensent von Lesart im Deutschlandradio Kultur stellt fest, dass Fricke ausführlich und nachvollziehbar erläutere, „wie sehr es geschadet habe, dass sich die Vermögen in den letzten drei Jahrzehnten weltweit verschoben hätten“. Sina Fröhndrich, für Andruck vom Deutschlandradio bezweifelt, dass „sein skizzierter Bankenausstieg realistisch und zeitnah erfolgen könnte“, attestiert dem Buch aber, dass es ein lesenswerter, weil verständlicher Beitrag sei.

## Ausgaben
- Wie viel Bank braucht der Mensch? Raus aus der verrückten Finanzwelt, Westend Verlag, 2013, ISBN 978-3864890369.